# Teglingen
Teglingen is een plaats in de Duitse gemeente Meppen, deelstaat Nedersaksen, en telt volgens de website van de gemeente Meppen 707 inwoners (31 december 2020).
Ten zuiden van het dorp, op de grens met Osterbrock, gemeente Geeste, is onder een zandig rivierduin van de Eems een grafheuvel ontdekt. Deze dateert uit het derde millennium voor de jaartelling en kan waarschijnlijk aan dragers van de (vroegste periode van) de Klokbekercultuur of de late periode van de standvoetbekercultuur worden toegeschreven. In de afgeplatte heuvel was een man begraven. Er werden ook enige grafgiften, waaronder een strijdbijl, aangetroffen.
Voor meer, ook historische, informatie wordt naar de website van de gemeente Meppen verwezen (zie link in het kader onder : Website).